# Вільям Денслоу
Вільям Уоллес Денслоу (англ. William Wallace Denslow; 1856—1915) — американський художник-ілюстратор та карикатурист. Відомий головним чином ілюстраціями до циклу казок Френка Баума про країну Оз, а також злободенними політичними карикатурами.

## Біографія

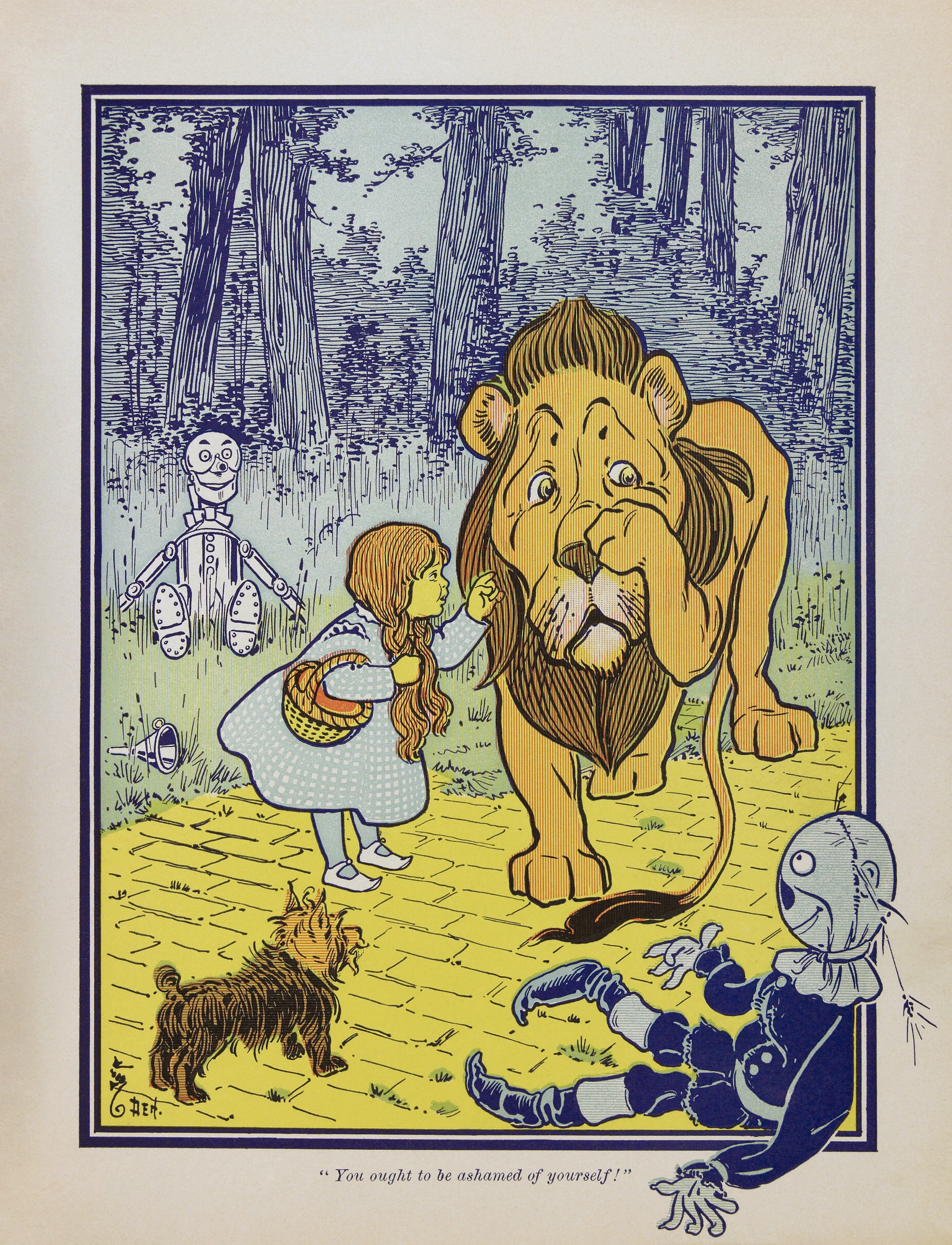
Дороті зустрічає Сміливого Льва, ілюстрація Денслоу до першого видання книги «Чарівник країни Оз», 1900 рік

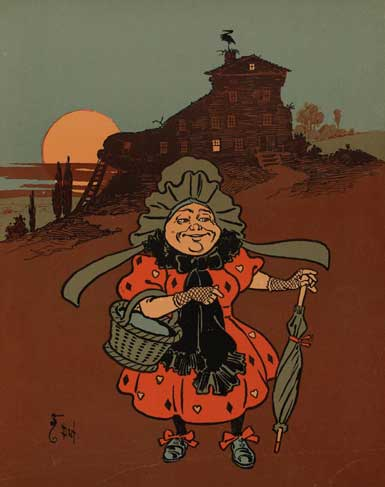
Ілюстрація Денслоу до казки «Старенька, яка жила в черевику», з видання 1901 року «Казки матінки Гуски»

Вільям Денслоу народився у Філадельфії, деякий час навчався в Національній академії дизайну. З 1880 року він роз'їжджав по США, підробляючи як художник і газетний репортер; в 1893 році він приїхав до Чикаго, де проходила Всесвітня виставка, де залишився на постійне проживання. Як художник він спеціалізувався на виготовленні плакатів і афіш, ілюстрував книги і розробляв екслібриси.
Будучи членом Чиказького прес-клубу, в кінці 1890-х років Денслоу познайомився з письменником Л. Баумом, який також був у цьому клубі. З цього моменту почалася їх творча співпраця: Денслоу проілюстрував «Дивовижний Чарівник з країни Оз» і багато інших книг Баума: Під світлом канделябра, Папа Гусь: його книга, Дот і Той з Мерріленда.
Співпраця Денслоу з Баумом тривала недовго. Денслоу проілюстрував також збірку дитячих віршів «Матушка Гуска» (1901), «Ніч перед Різдвом» (1902) і 18-томну серію «Книжки з картинками Денслоу» (1903—1904). Протягом першого десятиліття ХХ століття, користуючись своїми авторськими правами на ілюстрації до книг Баума, Денслоу публікував у газетах комікси, на яких були зображені герої цих книг — Папа Гусь, Опудало і Залізний Дроворуб. Перу Денслоу належить стрип про Біллі Бонс, відомий як один з перших коміксів, в яких головний герой володіє  суперсилою. Також Денслоу написав і власноруч проілюстрував книгу для дітей «Перлина і гарбуз».
Доходи від перевидань книг і постановок «Чарівника країни Оз» були такі, що Денслоу придбав на них острів у складі Бермудських островів, в 900 км від узбережжя Північної Америки, де проголосив себе «королем Денслоу I».
Співпраця з Баумом залишилося вершиною творчої кар'єри Денслоу. Проблеми в сім'ї та бізнесі привели до того, що в кінці життя Денслоу опустився і страждав алкоголізмом. Він підробляв у другосортних виданнях рекламними картинками і буклетами, оформляв упаковки та видання нот. У 1915 році, незадовго до смерті, йому несподівано посміхнулася удача — художник за 250 доларів продав ілюстрацію на обкладинку липневого номера журналу  Життя, що стала його останньою опублікованою роботою. Отримавши гонорар, Денслоу пішов у запій, захворів на пневмонію і помер. Його поховали в безіменній могилі на кладовищі «Кенсіко» в містечку Вальхалла (Нью-Йорк) (округ Вестчестер, штат Нью-Йорк). Могила художника була опізнана тільки в 1986 році.